# Каргарка ефіопська
Карга́рка ефіопська (Cyanochen cyanoptera) — вид гусеподібних птахів родини качкових (Anatidae). Ендемік Ефіопії. Це єдиний представник монотипового роду Ефіопська каргарка (Cyanochen).

## Таксономія

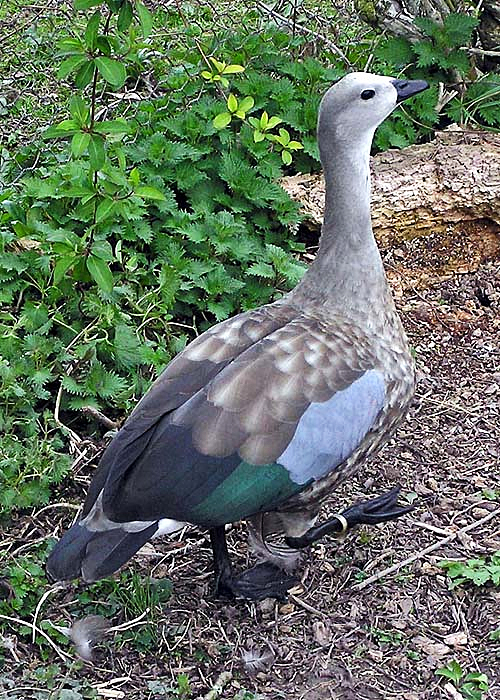
Ефіопська каргарка

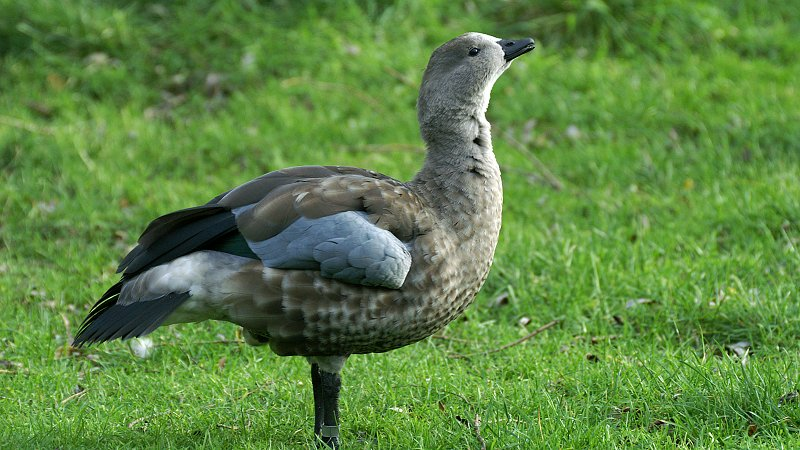
Ефіопська каргарка

Таксономічне положення цього виду є невизначеним. Морфологічно ефіопські каргарки є близькими до галагазних (Tadorninae), зокрема до південноамериканських каргарок, які мають дуже схожу шлюбну поведінку. Однак молекулярно-філогенетичне дослідження, що включало аналіз мітохондріальної ДНК, показало, що ефіопська каргарки належать до окремої давньої клади, що також включає екваторіальну качку, інший вид з сумнівною таксономією. Забарвлення крила, важливий морфологічний показник еволюційних відносин у гусеподібних, у цих двох видів подібне і відрізняється від забарвлення крил інших птахів.

## Опис
Довжина птаха становить 60-75 см, вага 1305-2360 г. Забарвлення переважно сірувато-коричневе, голова і верхня частина шиї дещо блідіші. Передня частина крила яскраво-синя, помітна в польоті. Дзьоб невеликий, чорний, лапи чорні. Молоді птахи мають більш тьмяне забарвлення. Оперення густе і пухке, пристосоване до холодного високогірного клімату.

## Поширення і екологія
Ефіопські каргарки мешкають на Ефіопському нагір'ї, на берегах гірських річок, озер і боліт, а також на високогірних луках та у високогірних чагарникових заростях, на висоті від 1800 до 3100 м над рівнем моря. Живляться травою, зокрема осокою. Ведуть нічний спосіб життя. Ефіопські каргарки можуть літати і плавати, однак роблять це неохоче. Під час негніздового періоду вони формують зграї. Гніздяться в траві, в кладці 6-7 яєць.

## Збереження
МСОП класифікує стан збереження цього виду як близький до загрозливого. За оцінками дослідників, популяція ефіопських каргарок становить від 4500 до 10500 птахів. Їм загрожує знищення природного середовища та полювання.